# 德拉瓦河畔塞爾尼察
德拉瓦河畔塞尔尼察（斯洛維尼亞語： 發音：[ˈséːlnitsa ɔb ˈdɾàːʋi]），是斯洛維尼亞德拉瓦河左岸德拉瓦河畔塞爾尼察市鎮的村莊及行政中心。
村裡的堂區教堂是獻給聖瑪格麗特，屬於天主教馬里博爾總教區。它建在村子的中心，最早在可追溯到1372年的書面文件中被提及。它最初是一座哥德式建築，在18世紀早期和晚期擴建。

## 外部連結
- Selnica ob Dravi Geopedia （页面存档备份，存于）